# 大洋海神草
大洋海神草（Posidonia Oceanica）是地中海的一种特有海草。本属中现生只有本种分布于地中海，其余均分布于澳大利亚。本种在浅海软质底形成密集水下草场，是生态系统的构建者。

## 生活史
大洋海神草有两种繁殖方式：形成通过不同配子结合产生种子的有性繁殖，以及通过地下茎发出新芽的无性繁殖。
目前調查年齡皆在10萬歲以上，擁有自身複製能力，因而造成有大片個體DNA採取相同，是目前已知在地球上可存活時間最長之植物。

## 图集

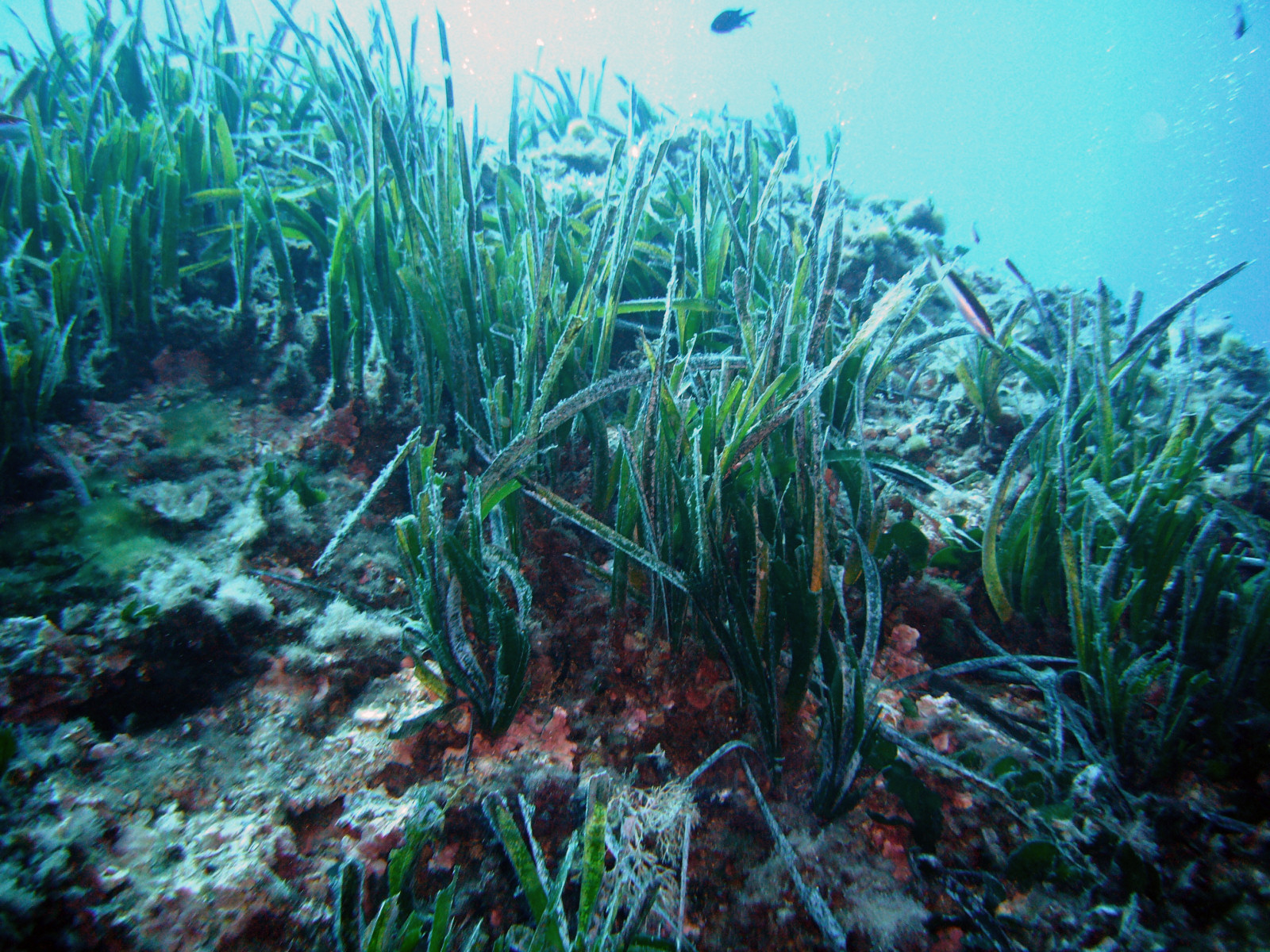
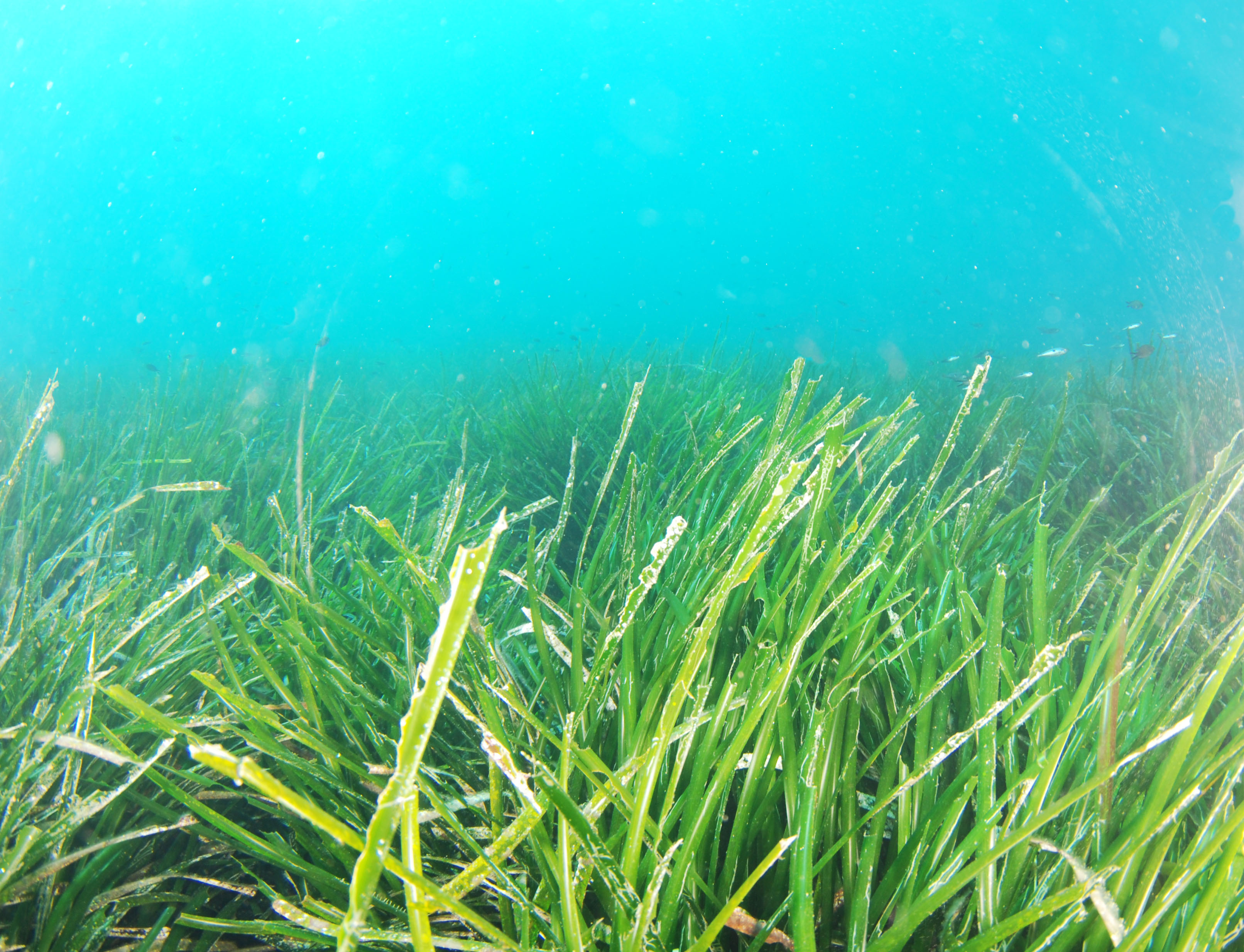
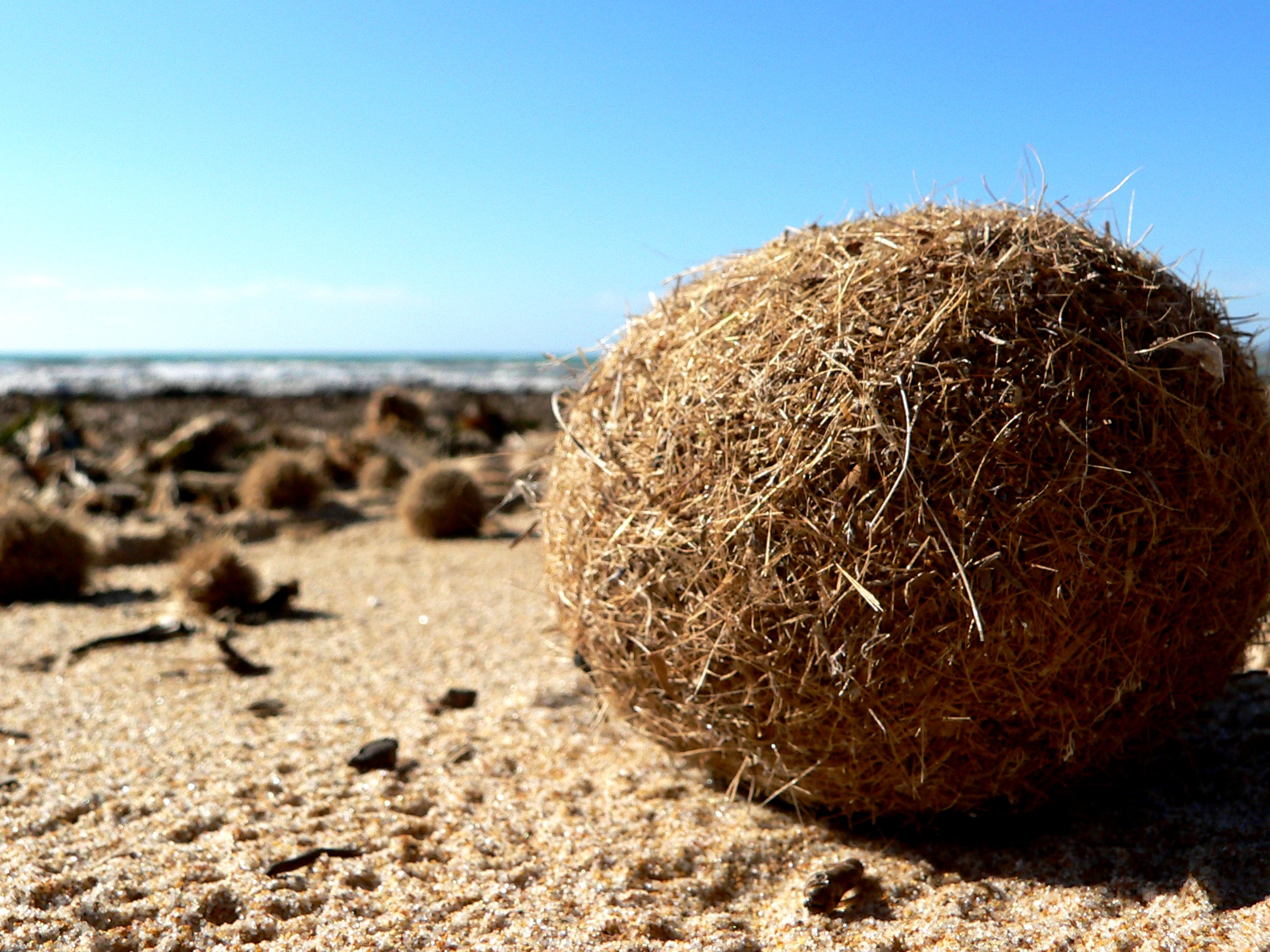
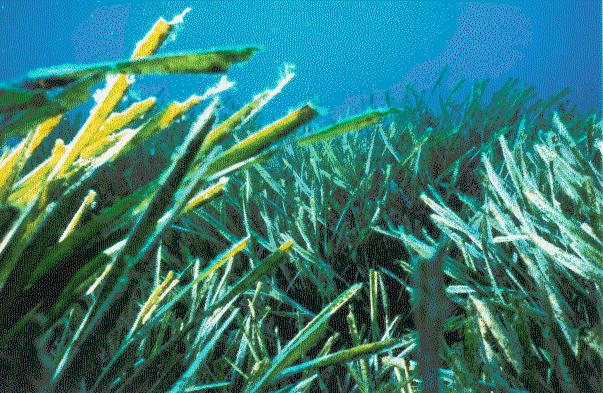